# Lidl
Lidl, punog naziva Lidl Stiftung & Co. KG, trgovački je lanac koji posluje u većem dijelu Europe te u SAD-u.
Počeci Lidla započinju 1862. godine u Heilbronnu gdje je tvrtka osnovana pod nazivom Lidl & Cie. Südfrüchtenhandlung.
Nakon otvaranja prvih Lidlovih trgovina oko Ludwigshafena u sedamdesetim godinama, širenja po Njemačkoj do kasnih osamdesetih godina i međunarodnog angažmana početkom devedesetih godina, danas su trgovine zastupljene u gotovo svim europskim zemljama. Lidl tako ima najveću mrežu diskontnih trgovina prehrambenim proizvodima u Europi.
Sjedište tvrtke nalazi se u Neckarsulmu.

## Lidl u Hrvatskoj
Prvih 13 Lidlovih trgovina u Hrvatskoj otvoreno je 23. studenog 2006. u Zagrebu, Jastrebarskom, Velikoj Gorici, Varaždinu, Sisku, Petrinji, Koprivnici, Đurđevcu, Bjelovaru, Novoj Gradiški i u Daruvaru. Danas u Hrvatskoj Lidl posluje u 102 prodavaonice diljem Hrvatske. Prema podacima iz 2016. godine, Lidl u Hrvatskoj zauzima tržišni udio između 10 i 20%, čime zauzima drugo mjesto, odmah nakon vodećeg Konzuma.
Lidlovi logističko-distributivni centri nalaze se u Jastrebarskom i Perušiću. LC Jastrebarsko opskrbljuje trgovine od Karlovca do Vukovara, a LC Perušić trgovine od Umaga do Dubrovnika. 
Lidl i Kaufland su, u vrijeme pandemije COVID-19 i zbog strašnog potresa u Zagrebu KB Dubravi i Klinici za infektivne bolesti Dr. Fran Mihaljević isplatili po 250 tisuća kuna, dok je KBC Split, KBC Osijek, KBC Rijeka, OB Varaždin, OB Pula isplatili po 100 tisuća kuna. Nadalje, zbog razornog potresa koji je 29. prosinca 2020. pogodio građane s petrinjskog, sisačkog, glinskog, ali i šireg zagrebačkog područja, trgovački lanci Lidl Hrvatska i Kaufland Hrvatska zajednički su donirali ukupno 15 milijuna kuna.

### Asortiman
- Lidlova tržnica - ponuda voća i povrća[6]
- Lidlova pekara - ponuda kruha, baguetta, peciva, bureka, croissanata, i sl.[7]
- Pilos mliječni proizvodi - trgovačka marka Lidla koja u ponudi ima mlijeko, jogurte, pudinge, sireve, i sl.[8]
- Okusi zavičaja - trgovačka marka Lidla koja nudi autohtone proizvod iz svih krajeva Hrvatske, a ovim projektom Lidl je obuhvatio 60 suhomesnatih, ribljih i mliječnih proizvoda, kruh i tjesteninu, voće i povrće, med i ulje[9]
- Winemakers of Croatia - liniji proizvoda koja je nastala u suradnji s ponajboljim hrvatskim vinarima[10]
- Cien kozmetika - Lidlova linija proizvoda za njegu tijela[11]

## Lidl u svijetu
Lidl je prisutan u 32 zemlje diljem svijeta s oko 11.200 trgovina i više od 200 logističkih centara i skladišta u ukupno 29 zemalja.
- Austrija
- Belgija
- Bugarska
- Hrvatska
- Cipar
- Češka
- Danska
- Finska
- Francuska
- Njemačka
- Grčka
- Mađarska
- Malta
- Irska
- Italija
- Litva
- Luksemburg
- Nizozemska
- Poljska
- Portugal
- Rumunjska
- Srbija
- Slovačka
- Slovenija
- Španjolska
- Švedska
- Švicarska
- Ujedinjeno Kraljevstvo
- SAD

0

## Zanimljivosti
- U ponudu Lidla u Njemačkoj 2005. godine bio je uključen časopis Greenpeace. Suradnja između Lidla i Greenpeacea brzo je okončana pošto Greenpeace nije želio diskreditirati neovisnost svojih testova sveze kontaminacije pesticidima pojedinih Lidlovih proizvoda.[13][14][15]

## Vanjske poveznice
- Lidl Hrvatska  Arhivirana inačica izvorne stranice od 13. veljače 2005. (Wayback Machine)
- Lidl Njemačka (njem.)